# Nowa Omoigui

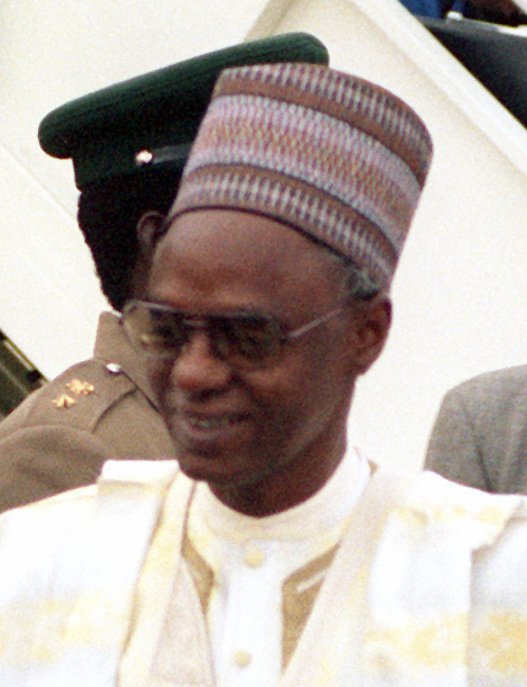
Präsident Shehu Shagari förderte Omoiguis militärpolitisches Interesse.

Nowamagbe Austin Omoigui, zumeist nur kurz Nowa Omoigui (* 28. März 1959 in Großbritannien; † 18. April 2021 in Columbia, USA), war ein nigerianischer Mediziner und Militärhistoriker.
Nowa Omoiguis Eltern stammten aus Benin City im heutigen nigerianischen Bundesstaat Edo. Nach der Unabhängigkeit Nigerias kehrte er in die Heimat seiner Eltern zurück und besuchte zunächst das Federal Government College in Warri. In Lagos, wo sein Vater Daniel Aiyanyo Omoigui als Bundesbeamter arbeitete, ein Onkel mütterlicherseits Senator wurde und zwei seiner vier Geschwister Karriere beim nigerianischen Bundesfinanzamt machten, absolvierte Nowa Omoigui das Studienkolleg am King’s College, studierte dann ab 1975 an der medizinischen Fakultät der University of Ibadan und schloss 1981 als Arzt im Praktikum ab.
Sein medizinisches Pflichtjahr verbrachte Nowa Omoigui 1983 im National Youth Service Corps beim nigerianischen Militär, für die Koordination einer militärischen Katastrophenübung wurde er 1983 vom Präsidenten Shehu Shagari ausgezeichnet. Nach dem Militärputsch von 1985 verließ er Nigeria und übersiedelte in die USA. Nach medizinischen Weiterbildungen in Rochester und an der University of Illinois in Chicago arbeitete Nowa Omoigui als Herzspezialist an der Stanford University sowie an der Cleveland Clinic. Während des Kuwait-Krieges beriet er US-Militärs medizinisch. Als erster Afrikaner übernahm er 1994 die Leitung des Herzzentrums an der University of South Carolina in Columbia.
Neben seiner medizinischen Arbeit in den USA pflegte Nowa Omoigui intensive Kontakte zu Politikern und Militärs in Edo bzw. ganz Nigeria und betrieb vor allem historische Studien über Nigeria und das ehemalige Königreich Benin. Er war Mitglied des South Carolina Military History Club und der Urhobo Historical Society. Sein besonderes Interesse galt den verschiedenen militärischen Umstürzen und Putschversuchen in Nigeria seit 1966 sowie dem Biafra-Krieg, worüber er mehrere ausführliche Abhandlungen verfasste. Er vermutete beispielsweise, dass die Putschisten von 1985 durch den Film Power Play beeinflusst worden sein könnten. In der nigerianischen Zeitung The Guardian hatte er einige Jahre lang eine wöchentliche Kolumne.
Mit seiner Frau Moira, geborene Aghahowa, hatte Nowa Omoigui sechs Kinder. Sein Leichnam wurde in den USA beigesetzt, in Nigeria stiftete seine Familie das Nowa Centre for Advancement of Art, History and Medicine. Dieses Zentrum wird von der DAGOMO Foundation betrieben und soll sich der Förderung von Kunst, Geschichte und Medizin widmen, kulturelle Forschung und staatsbürgerliche Bildung durch Stipendien und Buchpreise fördern sowie Dokumente und Artefakte der Militärgeschichte Nigerias und des Edo-Volkes sammeln und bewahren.